# Zarja Černilogar
Zarja Černilogar, slovenska gorska kolesarka, * 18. december 1989, Kranj, † 21. avgust 2016, Kamnik.
Zarja Černilogar je tekmovala v spustu z gorskimi kolesi za profesionalno ekipo Unior Tools Team. Dvakrat je osvojila skupni seštevek evropskega pokala, v svetovnem pokalu je najboljšo uvrstitev osvojila leta 2014 z osmim mestom v Meribelu, še dvakrat se je uvrstila v prvo deseterico. Petkrat je osvojila naslov državne prvakinje in večkrat skupni seštevek slovenskega pokala.
Njena mati Milena Černilogar Radež je nekdanja predsednica Kolesarske zveze Slovenije.